# Zespół Guérina-Sterna
Zespół Guérina-Sterna (ang. Guérin-Stern syndrome), zespół Ottona (Otto's syndrome), zespół Rochera-Sheldona (Rocher-Sheldon syndrome), zespół Rossiego (Rossi's syndrome) – historyczne już, zarzucone terminy na określenie zespołu (sekwencji) wad wrodzonych, wynikającego z hipokinezji wewnątrzmacicznej płodu. W obrazie klinicznym zespołu opisywano mnogie przykurcze stawowe (artrogrypozę), hipoplazję mięśni, mnogie fałdy skórne (pterygia), syndaktylię, amputacje części kończyn, kamptodaktylię.